# Helmer Osslund
Pour les articles homonymes, voir Åslund.
Jonas Helmer Osslund, né Åslund le 22 septembre 1866 à Tuna (commune de Vimmerby) et mort le 11 juillet 1938 à Stockholm, est un peintre suédois connu pour ses représentations de la Laponie.

## Biographie
Fils d'un peintre ayant une notoriété locale, Daniel Åslund (1826–1885), il est le frère de Elis Åslund, également peintre et le demi-frère de l'écrivaine Frida Åslund. Il change son nom d'Åslund en Osslund lorsqu'il vit aux États-Unis, pour rendre la prononciation correcte plus évidente.
Il fréquente l'Umeå högre allmänna läroverk (sv) avant de partir aux États-Unis pour y étudier l'ingénierie. A l'âge de vingt ans, il commence à peindre et est employé par la Manufacture de porcelaine de Gustavsberg. En 1890, ils payent un voyage d'étude à Paris. Plutôt que de revenir, il quitte son emploi et commence à prendre des cours à l'Académie Colarossi en 1894. Il absorbe également le symbolisme des leçons de Paul Gauguin et travaille avec Jens Ferdinand Willumsen. Manquant d'argent, il rentre en Suède en 1897.
À son arrivée, son ami, Georg J:son Karlin (en), lui trouve un emploi chez Höganäs AB (en). Il n'y reste que six mois, produisant plus de soixante-dix modèles, dont la plupart n'ont jamais été mis en production. C'est alors qu'il développe son style personnel de peinture de paysage. Son premier voyage dans la nature sauvage du Nord a lieu en 1898. Il utilise du papier sans graisse, moins cher et plus facile à manipuler que la toile ; une méthode qu'il avait apprise de Gauguin. Ses œuvres, à leur tour, ont influencé un jeune peintre nommé Per Leander-Engström.
En 1906, il organise une grande exposition à l'hôtel de ville de Gävle. Trois de ses peintures sont achetées par le fabricant de cuir (plus tard consul) Emil Matton (1866–1957), dont la sœur Ida Matton est connue pour ses sculptures. Lors d'une exposition ultérieure l'année suivante, Matton lui commande un ensemble de peintures représentant les quatre saisons. Lorsque son manoir est détruit en 1979, Autumn est achetée par le Nationalmuseum et est l'une des œuvres les plus connues d'Osslund. Les trois autres sont dans des collections privées.
Pendant de nombreuses années, il maintient une résidence d'été et un studio à Granvåg, près de Sollefteå. Après 1923, il demeure à Sundsvall. Au cours de ses dernières années, il souffre d'une maladie nerveuse non précisée qui rend difficile la peinture.
Il est inhumé au cimetière de Sundsvall. Ses papiers personnels font partie de la collection de la Bibliothèque universitaire d'Umeå. Ses œuvres sont essentiellement conservées au Nationalmuseum, au Musée des Beaux-Arts de Göteborg, et au Musée municipal de Göteborg. La Chute d'eau, que l'État français lui a acheté en 1929, est dans les collections du musée d'Orsay.
Son travail fait partie de l' épreuve de peinture du concours artistique des Jeux olympiques d'été de 1932.

## Galerie

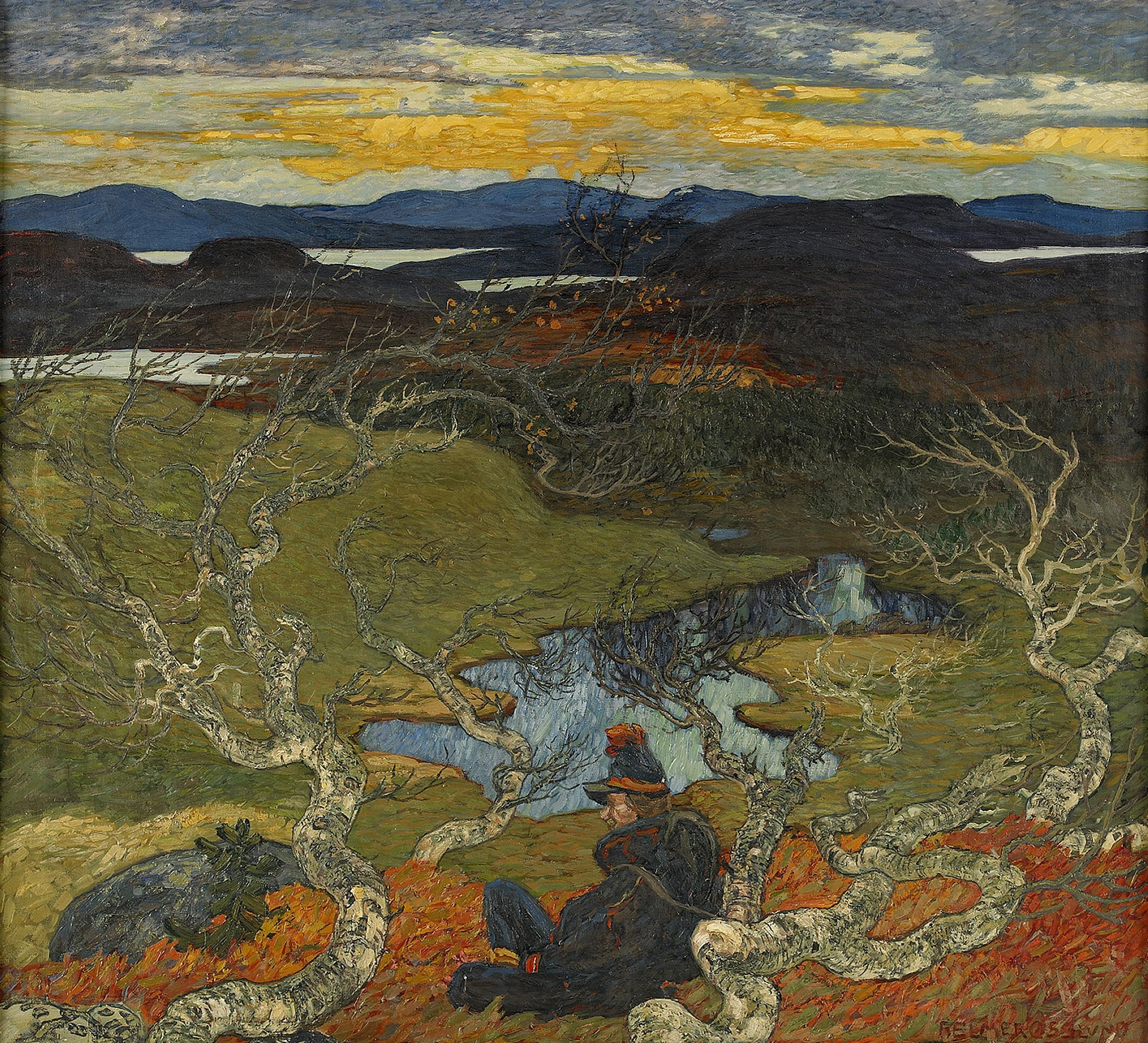
Soirée près de Kiruna.
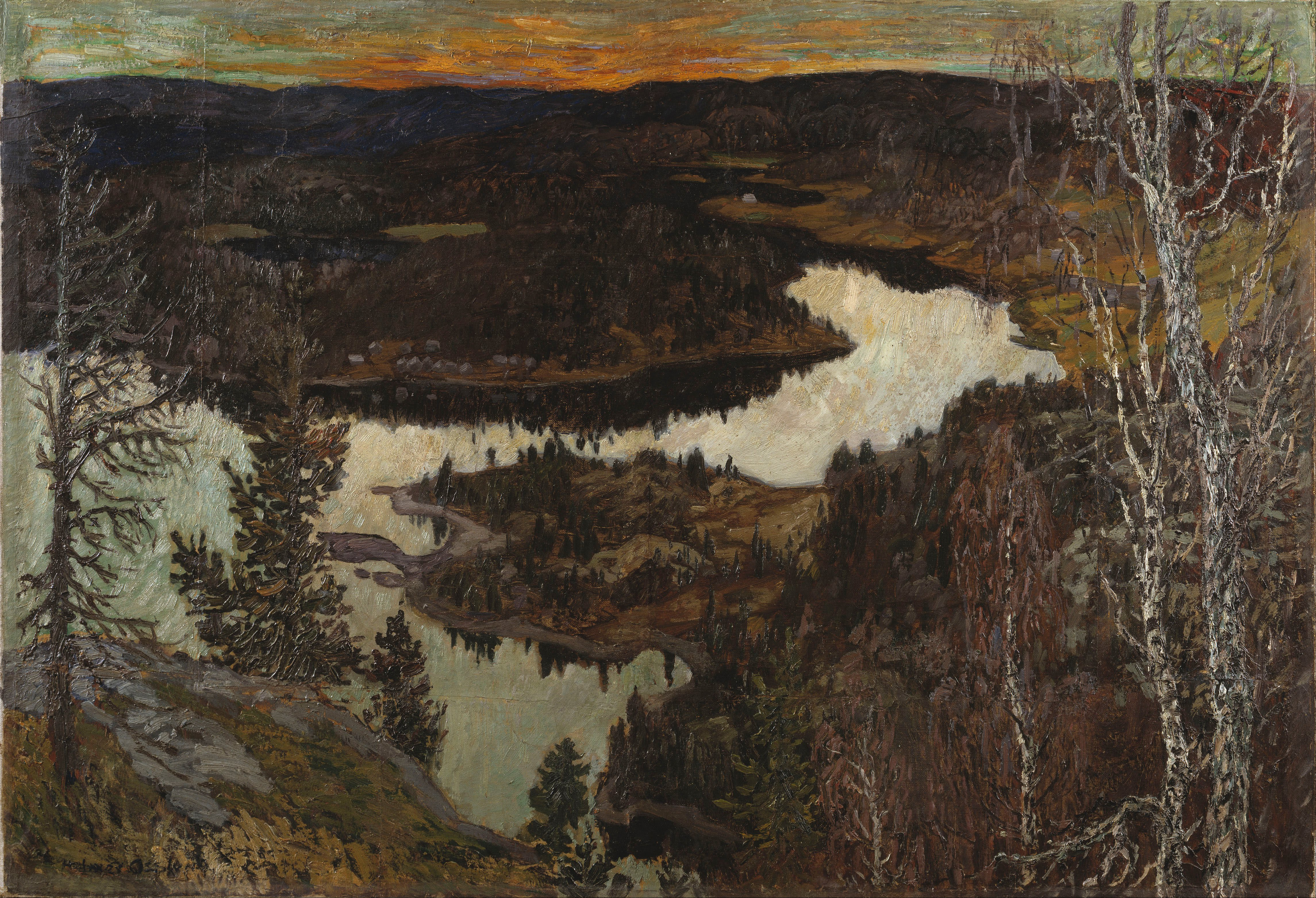
Autumn.
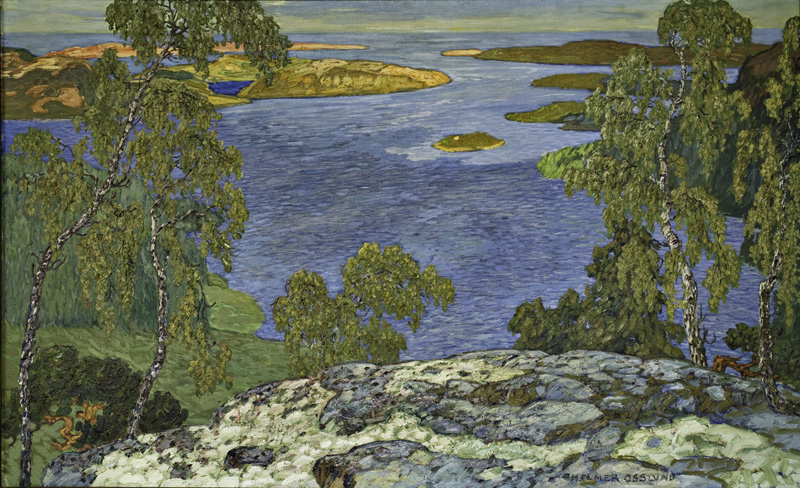
Sommarlandskap från Nordingrå.
Liggande modell (1919).